# Crassula alticola
Crassula alticola (лат.) — вид многолетних травянистых растений рода Толстянка (Crassula) семейства Толстянковые (Crassulaceae), естественно произрастающий на территории Мозамбика и Зимбабве.

## Название
Родовое латинское название Crassula происходит от латинского слова crassus, — «толстый», в основном из-за присутствия у растений этого рода сочных листьев.
Видовой латинский эпитет alticola происходит от лат. altus — «высокий» и лат. -cola — «обитающий». Эпитет использован в связи с тем, что растение произрастает на значительных высотах.

## Ботаническое описание
Травянистое полегающее растение, достигающее высоты до ± 35 см. Корни мочковатые. Стебли зеленые, диаметром до 1,5 мм, голые, за исключением двух вертикальных рядов сосочковых волосков. Междоузлия достигают до 1 см. Листья имеют размеры 1—5 х 0,7—2 см, темно-зеленые, от обратнояйцевидной до эллиптической формы, острые, с цельными краями.

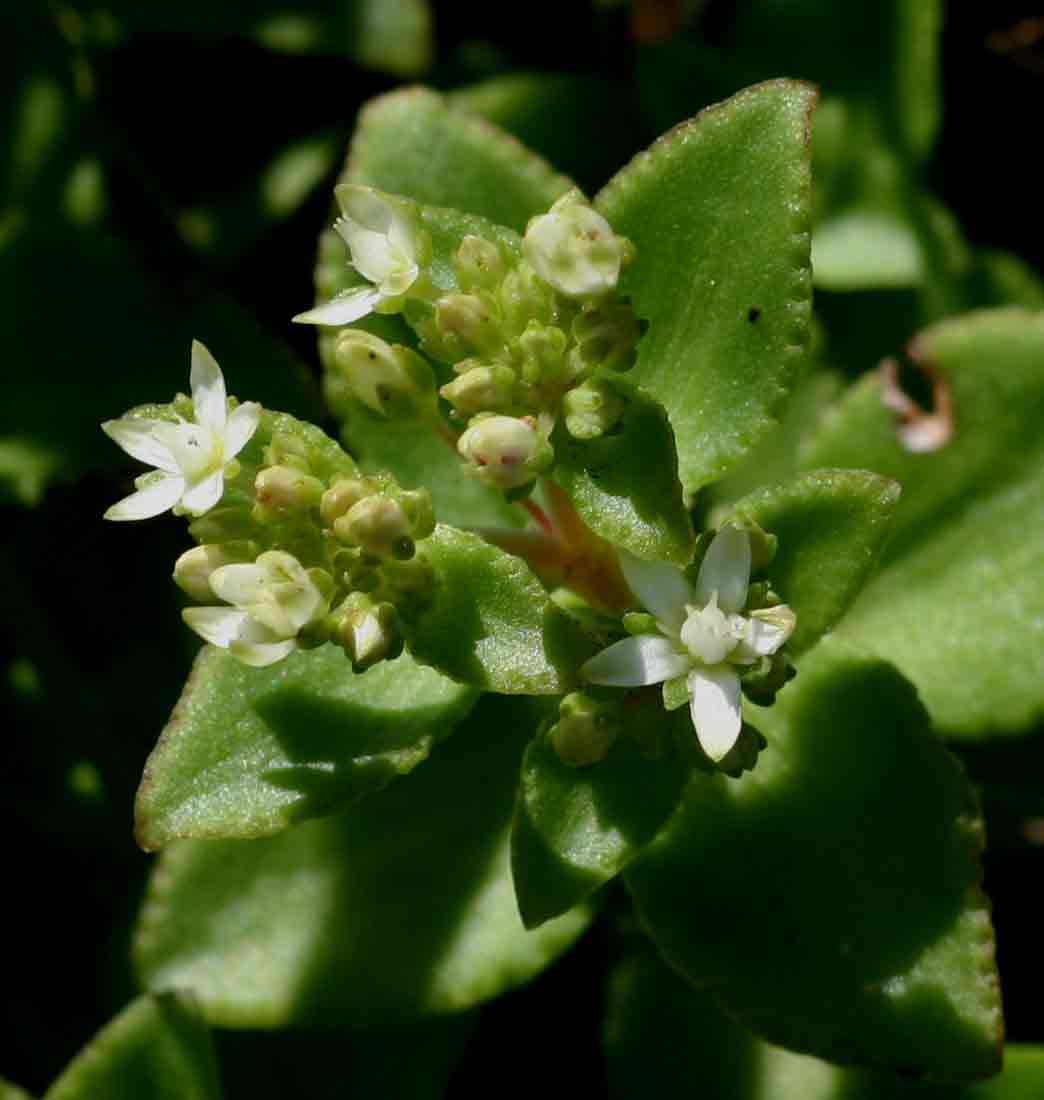
Цветки

Цветонос короткий; цветоножка достигает до 15 мм (обычно значительно короче); чашелистики продолговатые, длиной до 3,5 мм, подострые. Венчик звездчатый, белый, диаметром до 10 мм; лепестки продолговато-ланцетные, острые, размером 3 х 2 мм; пыльники окрашены в желтый цвет. Плоды представлены листовками длиной 3-4 мм. Семена обладают продолговато-эллипсоидной формой и имеют длину 0,5 мм.

## Таксономия
Crassula alticola R.Fern., первое упоминание в Bol. Soc. Brot. , sér. 2.A, 52: 182 (1978).